# Pueblo Nuevo, Tianguistenco
Pueblo Nuevo är en ort i Mexiko.   Den ligger i kommunen Tianguistenco och delstaten Mexiko, i den sydöstra delen av landet, 40 km sydväst om huvudstaden Mexico City. Pueblo Nuevo ligger 2 779 meter över havet och antalet invånare är 1 013.
Terrängen runt Pueblo Nuevo är varierad, och sluttar västerut. Runt Pueblo Nuevo är det ganska tätbefolkat, med 207 invånare per kvadratkilometer. Närmaste större samhälle är San Mateo Atenco, 17,9 km nordväst om Pueblo Nuevo. I omgivningarna runt Pueblo Nuevo växer i huvudsak blandskog.